# Miquelova točka
U geometriji, Miquelov teorem govori da se, ako su K, L, M točke na stranicama trokuta AB, BC i CA, kružnice opisane trokutima KLB, LMC i MKA sijeku se u jednoj točki koja se naziva Miquelova točka.

## Dokaz ganjanjem kutova
Označimo sijecište kružnica KLB i LMC s P. Dokazat ćemo da P leži na kružnici MKA.
∠KPM = 360° - ∠KPL - ∠LPM = 360° - (180° - ∠ABC) - (180° - ∠BCA) = 180° - ∠CAB
te je dokaz završen. Koristili smo činjenicu da je zbroj nasuprotnih kutova u tetivnom četverokutu jednak 180°.